# Stendaler Rohrwiesen
Die Stendaler Rohrwiesen sind ein FFH-Gebiet in der Stadt Stendal im Landkreis Stendal in Sachsen-Anhalt.

## Allgemeines
Das FFH-Gebiet ist circa 180 Hektar groß. Es ist durch die Landesverordnung zur Unterschutzstellung der Natura 2000-Gebiete im Land Sachsen-Anhalt (N2000-LVO LSA) seit dem 21. Dezember 2018 rechtlich gesichert. Zuständige untere Naturschutzbehörde ist der Landkreis Stendal.

## Beschreibung
Das FFH-Gebiet liegt südöstlich von Stendal. Es umfasst einen großflächigen Offenlandkomplex sowie im Norden des Gebietes liegende Waldbestände. Der Offenlandkomplex wird von Grünländern eingenommen, die als Feuchtgrünland ausgebildet sind und überwiegend als Mähwiesen bewirtschaftet werden. Teile der Flächen sind brachgefallen. Die Grünländer werden von mehreren Gräben durchzogen. In den 1990er-Jahren wurden stellenweise Kleingewässer angelegt. Im Norden des Gebietes befindet sich ein von Röhricht umgebenes Stillgewässer. Die Wälder werden von Kiefernforsten und Eichenwäldern mit Stieleiche und Hängebirke eingenommen. Die Krautschicht wird von Drahtschmiele, Schafschwingel, Rotstraußgras, Wiesenwachtelweizen und Heidelbeere gebildet.
Die Grünländer beherbergen unter anderem Kantenlauch, Nordisches Labkraut, Echte Schlüsselblume, Weidenblättrigen Alant, Röhrigen Wasserfenchel, Salzbunge und Gewöhnliche Strandsimse sowie vereinzelt Gelbe Wiesenraute und Prachtnelke.
Die Gräben des Gebietes gehören zum Lebensraum des Fischotters, der das Gebiet aber nur unregelmäßig aufsucht. Die Ausweisung als FFH-Gebiet erfolgte in erster Linie aufgrund eines vermuteten Vorkommens des Kammmolchs, das bei Kartierungen im Gebiet allerdings nicht bestätigt werden konnte. Das Gebiet beherbergt Vorkommen des Moorfrosches.